# Philiris melanacra
Philiris melanacra är en fjärilsart som beskrevs av Tite 1963. Philiris melanacra ingår i släktet Philiris och familjen juvelvingar. Inga underarter finns listade i Catalogue of Life.